# АНТЕЛ

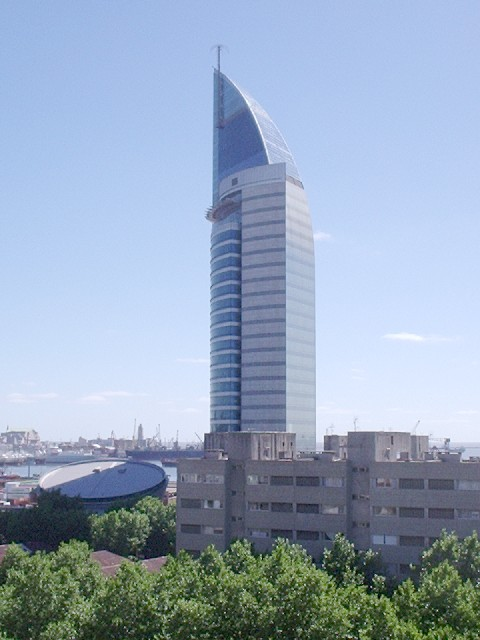
Вежа Антел в Монтевідео, Уругвай.

Національна Адміністрація Телекомунікацій (ісп. La Administración Nacional de Telecomunicaciones), відоміша як АНТЕЛ — це назва уругвайської державної компанії телекомунікацій.
Була створена 25 липня 1974 року.

## Адміністрація
| Ім'я            | Посада         |
| --------------- | -------------- |
| Марія Сімон     | Президент      |
| Едґардо Карвало | Віце-президент |

## Вежа АНТЕЛ
Телекомунікаційна вежа, відома також як Вежа АНТЕЛ, споруда державної компанії телекомунікацій АНТЕЛ, — найвищий хмарочос Уругваю. Його висота становить 158 метрів.